# Élections législatives iraniennes de 2024
Les élections législatives iraniennes de 2024 ont lieu le 1er mars et le 10 mai 2024 afin de renouveler pour quatre ans les membres du Madjles, le parlement iranien. Les élections à l'Assemblée des experts ont lieu simultanément.
Le scrutin intervient après plusieurs années de crises économiques et de manifestations anti-gouvernementales violemment réprimées par le gouvernement. Ce dernier procède à nouveau à une disqualification massive des candidats modérés aux profits des conservateurs — aussi dit principalistes — les plus acquis au maintien du système en place. Le scrutin est ainsi réduit à un duel entre des listes de conservateurs allant des modérés aux ultraconservateurs. Ces derniers l'emportent sans surprise, malgré une abstention record.

## Contexte

### Crise économique et manifestations

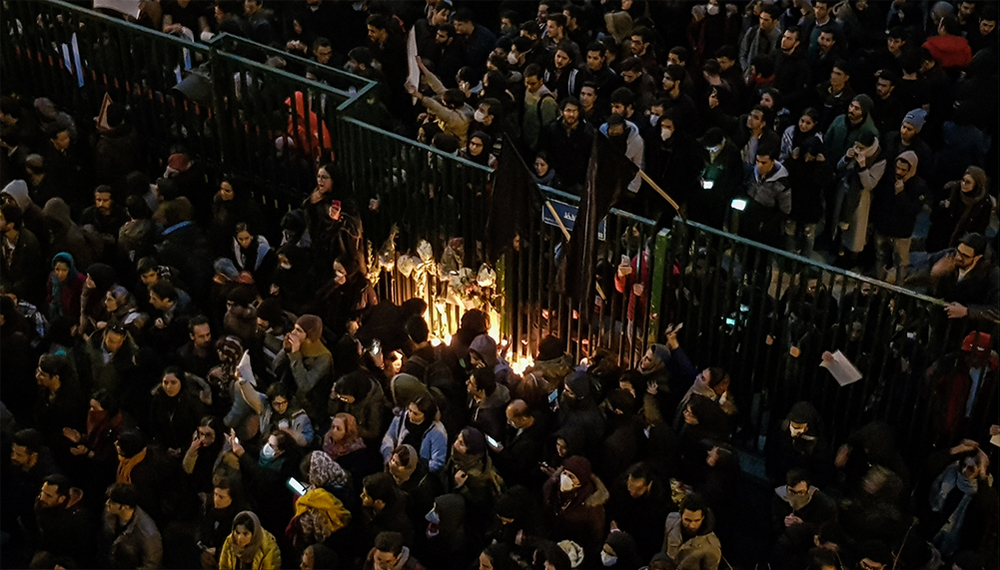
Manifestations iraniennes en 2019.

Sévèrement exsangue après des décennies de sanctions économiques de la part des États-Unis, de l'Union européenne et des Nations unies en raisons des liens du gouvernement avec des organisations terroristes, de ses atteintes aux droits fondamentaux et surtout de la poursuite d'un programme visant à posséder l'arme nucléaire, l'économie iranienne espère beaucoup de la conclusion en 2015 de l'Accord de Vienne. Ce dernier voit l'Iran s'engager à mettre son programme nucléaire sous contrôle de l'Agence internationale de l'énergie atomique (AIEA) en échange d'une levée des sanctions touchant le pays. En mai 2018, cependant, le président américain Donald Trump accuse le gouvernement iranien de ne pas respecter l’accord de Vienne et annonce en conséquence le retrait unilatéral des États-Unis ainsi qu'une reprise des sanctions, en réponse de quoi l'Iran procède à la reprise de son programme nucléaire.
La reprise des sanctions ainsi que la forte hausse de l'inflation au niveau mondial provoquée par la crise économique liée à la pandémie de Covid-19 accentuent les problèmes économiques de l'Iran dont la monnaie, le rial, voit sa valeur chuter de 90 % dans les trois années qui suivent la reprise des sanctions. L'inflation s'établit à 48 % de 2020 à 2021, tandis que le déficit budgétaire atteint 6 % du PIB national. La récession conduit au déclenchement d'importantes manifestations antigouvernementales courant 2019 lorsque le régime décide une augmentation du prix du carburant, dans le contexte de manifestations de grande ampleur dans les pays voisins en Irak et au Liban. Après une répression violente qui voit la mort d'environ 1 500 individus et un arrêt du mouvement, les mensonges des autorités iraniennes au sujet du crash du vol 752 Ukraine International Airlines déclenchent une nouvelle vague de manifestations anti-régime en janvier 2020, plus restreintes et mobilisant essentiellement le milieu étudiant, dans le contexte de la crise américano-iranienne de 2019-2020,.

### Élections législatives de 2020

Le Guide suprême Ali Khamenei, qui choisit directement ou indirectement les membres du Conseil des gardiens de la Constitution.

Après deux années émaillés de violentes manifestations anti-gouvernementales, les précédentes élections en 2020 se tiennent dans un contexte de remise en cause croissante des autorités,. Ces dernières réagissent en resserrant leur contrôle sur le processus électoral, en procédant à des invalidations massives de candidatures de candidats réformateurs par le biais du Conseil des gardiens de la Constitution. Celui ci est chargé de la validation des candidatures selon plusieurs critères prédéfinis, dont la loyauté à la constitution de la république islamique et la « bonne réputation » des candidats, des critères vagues qui lui permettent en pratique d'exclure les candidats jugés trop proches des courants réformateurs. Dominé par les ultra-conservateurs, le conseil se livre abondamment à cette pratique à chaque élection. La situation politique du pays l'amène en 2020 à effectuer un filtrage encore plus drastique qu'à son habitude, provoquant une vive polémique. Le conseil invalide ainsi des milliers de candidatures, dont celles de 92 députés sortants, qui avaient pourtant été validés avant leur élection lors du précédent scrutin. Sur un total de 14 444 candidats, 7 296 sont ainsi disqualifiés, soit 50,5 %, dont la quasi-totalité des réformateurs,.
Conservateur modéré, le président Hassan Rohani est impuissant à empêcher les atteintes à la démocratie causées par le Conseil. Ses appels à une ouverture politique et une participation massive restent lettre morte, tandis que l'opposition réformatrice - confrontée à l'élimination de l'ensemble de ses candidats - appelle au contraire au boycott des élections et au renversement du régime par la rue, déplaçant ainsi l'enjeu du scrutin sur la mesure du taux de participation,. Initialement prévus  pour le 17 avril, le second tour des élections est reporté à septembre en raison de la pandémie de Covid-19 qui touche alors durement le pays. Les divers mouvements « principlistes » obtiennent sans surprise une large victoire dès le premier tour, en l'absence de réelle opposition. Les partis conservateurs totalisent 195 sièges au premier tour, contre 18 aux réformateurs, et 40 à des candidats indépendants. Dans le reste des circonscriptions, un second tour est organisé le 11 septembre.
Le taux de participation, qui n'atteint que 42,57 %, est toutefois le plus bas dans l'histoire de la république islamique. La participation est notamment très faible dans les villes, dont l'électorat est traditionnellement réformiste. Dans la capitale Téhéran, celle-ci n'atteint ainsi que 25 % des inscrits. Le jour de l'annonce des résultats du premier tour, le guide suprême Khamenei, affirme que ce taux d'abstention est due à « la propagande négative » autour de la pandémie. Les autorités poursuivent ainsi leur politique, le porte parole du Conseil des Gardiens, Abbas-Ali Kadkhodaei, ayant notamment déclaré avant le scrutin « Notre responsabilité est de garantir le bon déroulement des élections. La participation massive ne nous concerne pas. ». L'ancien maire conservateur de Téhéran, Mohammad Ghalibaf, candidat malheureux à deux reprises à des élections présidentielles, est élu à la présidence du parlement le 28 mai 2020,.

### Élection présidentielle de 2021

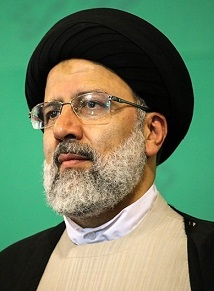
Ebrahim Raïssi

Ne pouvant se représenter après deux mandats consécutifs, Hassan Rohani laisse la place à un nouveau président élu lors de l'élection présidentielle de juin 2021. Cette dernière coïncide avec la reprise des négociations pour une remise en œuvre de l'accord « soutenue par l'ensemble des candidats » dans le contexte de la victoire de Joe Biden sur Donald Trump à l'élection présidentielle américaine de 2020. Hassan Rohani espère ainsi pouvoir arriver à un compromis avant la passation de pouvoir à son successeur en août.
L'élection est à son tour marquée par de vives polémiques concernant l'élimination jugée arbitraire des candidatures de réformateurs par le Conseil des gardiens,. Grand favori du scrutin — étant même pressenti pour succéder un jour au Guide de la Révolution Ali Khamenei —, le principliste Ebrahim Raïssi, de l'Association du clergé militant, est élu dès le premier tour avec plus de 72 % des suffrages. Seuls un peu moins de 49 % des électeurs se rendent cependant aux urnes, soit le taux de participation le plus bas de l'histoire de la république islamique. Cette situation sans précédent est un coup dur pour le régime, celui ci ayant toujours mis en avant des taux de participation élevés pour asseoir sa légitimité,,.
Le nouveau gouvernement ne parvient finalement pas à remettre en place l'Accord de Vienne, malgré plusieurs relances des pourparlers par l'Union européenne. Espérant au moins conclure une version de l'accord restreinte aux européens en jouant sur leur dépendance envers les ressources pétrolifères dans le contexte de la crise énergétique mondiale provoquée par la pandémie de Covid-19, le gouvernement iranien tente de peser dans les négociations en intensifiant ses programmes d'enrichissement de l'uranium — qui atteint 60 % — et de mise au point de missiles balistiques. La stratégie s'avère cependant un échec, les pays de l'Union européenne ne cédant pas comme attendu devant la perspective d'une hausse du cours du pétrole, malgré leur volonté de geler le programme nucléaire du pays. La possibilité d'un accord s'effondre avec le déclenchement en février 2022 de l'invasion de l'Ukraine par la Russie, qui voit l'Iran se rapprocher militairement de la Russie de Vladimir Poutine en lui vendant notamment des drone de combat HESA Saegheh-2, tandis que l'Ukraine de Volodymyr Zelensky reçoit le soutien des États-Unis et de l'Union européenne dans le cadre de l'OTAN.

### Manifestations depuis 2022

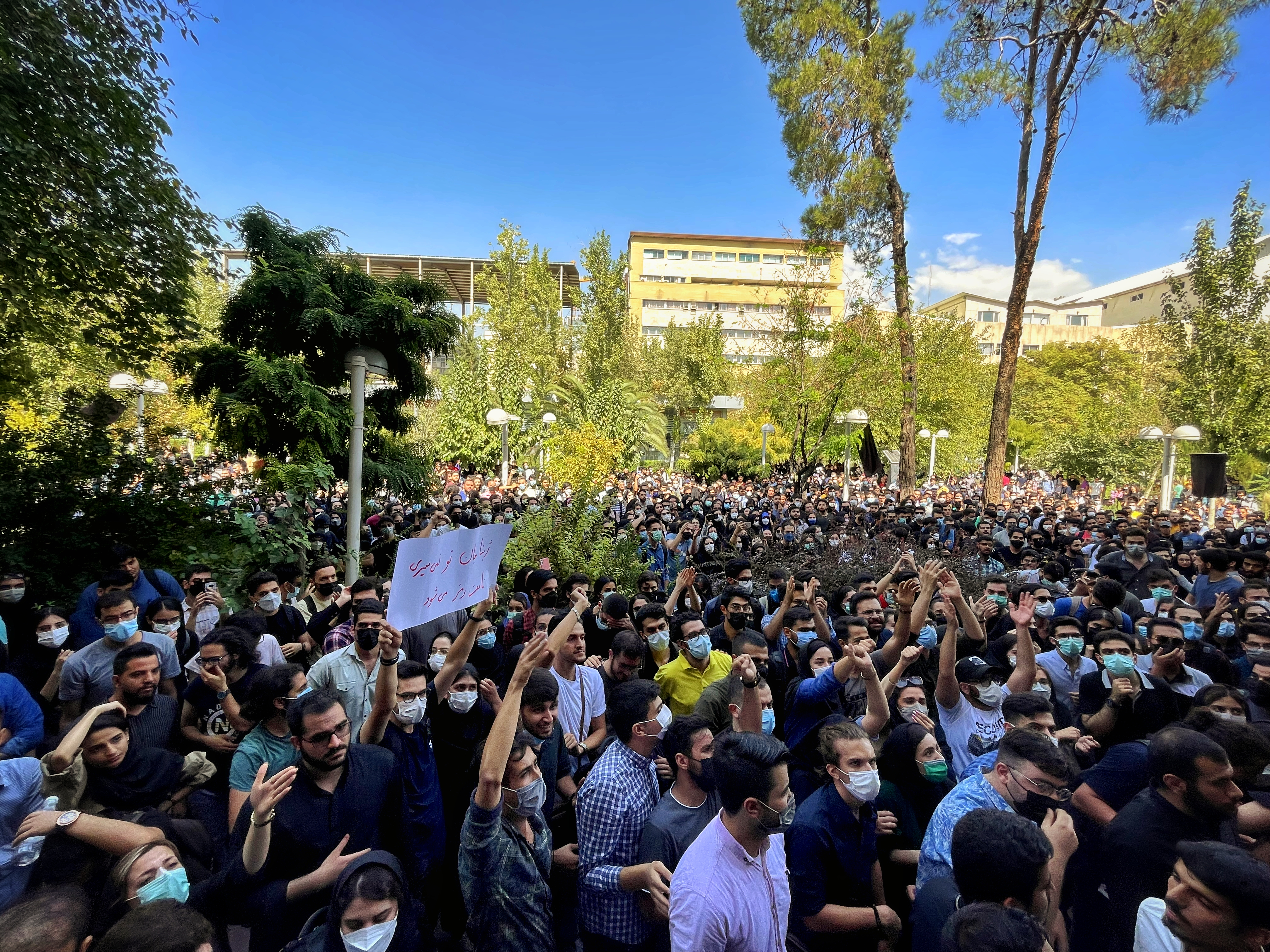
Manifestations à l'université Amirkabir de Téhéran en 2022

De nouvelles manifestations commencent en Iran après la mort de Mahsa Amini, une Kurde iranienne, décédée le 16 septembre 2022 après avoir été détenue par la « police de la moralité ». Les manifestations s'étendent dans les jours qui suivent dans plusieurs villes de la province du Kurdistan, dont la capitale Sanandadj, puis, plus largement, dans plusieurs des principales villes du pays, dont Téhéran et Machhad,. Durant plusieurs rassemblements, les manifestants dénoncent les violences des autorités exercées contre les femmes. De nombreuses manifestantes enlèvent leur voile, obligatoire dans l'espace public en Iran, pour protester contre le régime d'apartheid sexuel de la république islamique d'Iran, et dont le voile a été l'un des instruments.
Le mouvement se poursuit dans le temps mais est violemment réprimé par le gouvernement, le Guide suprême Ali Khamenei le qualifiant de série d'« émeutes » faisant partie d'une Guerre hybride menée selon lui contre l'Iran par les pays ennemis de l'Iran dont les États-Unis et Israël, ainsi que les dissidents exilés à l'étranger.

## Système électoral

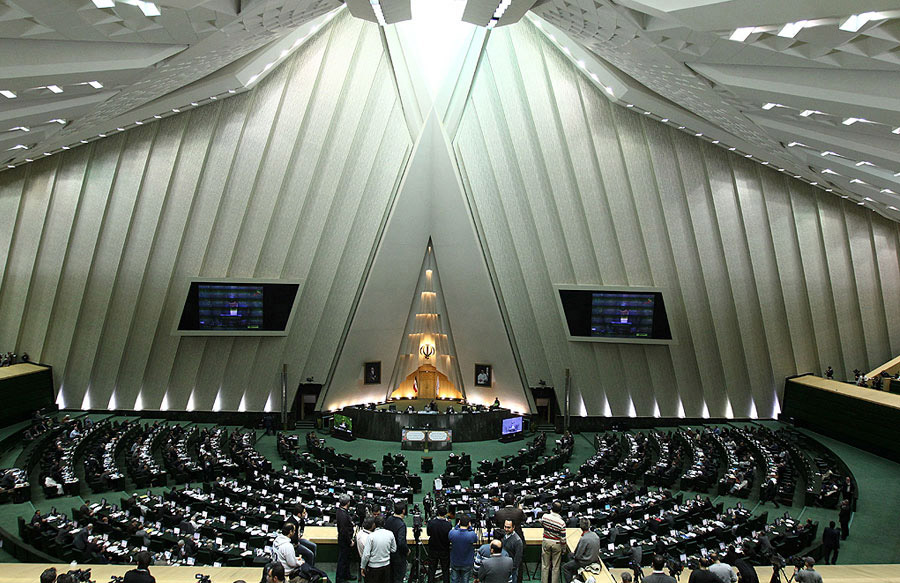
Salle de réunion du Madjles

Le Madjles est composé de 290 sièges pourvus pour quatre ans, dont 285 au scrutin majoritaire à deux tours dans des circonscriptions comportant un ou plusieurs sièges en fonction de leur population. Les cinq sièges restants sont réservés et ont pour vocation de représenter les minorités confessionnelles reconnues à raison d'un siège chacun pour les zoroastriens, les juifs, les chrétiens chaldéens et assyriens, les arméniens du nord du pays, et ceux du sud.
Dans les circonscriptions uninominales, les candidats sont élus selon une version modifiée du scrutin uninominal majoritaire à deux tours. Le candidat arrivé en tête est élu s'il réunit au moins 25 % des suffrages exprimés, et non la majorité absolue. À défaut, un second tour est organisé entre les deux candidats arrivés en tête, et celui obtenant le plus de voix est déclaré élu.
Dans les circonscriptions plurinominales, les électeurs votent pour autant de candidats qu'il y a de sièges à pourvoir. Ceux arrivés en tête sont élus s'ils rassemblent également plus de 25 % des suffrages. Dans le cas contraire, un second tour est organisé où seuls peuvent participer les candidats arrivés en tête au premier dans la limite du double du nombre de sièges a pourvoir. Sont alors élus ceux qui réunissent le plus de voix. S'il n'y a pas assez de candidats pour organiser un second tour avec ce ratio candidats/sièges de deux pour un, le premier tour est considéré valide et les candidats arrivés en tête sont élus,.
Les candidatures sont préalablement soumises à une validation par le Conseil des gardiens de la Constitution, un pouvoir qu'il s'est lui même attribué et qu'il exerce selon plusieurs critères prédéfinis, dont la loyauté à la constitution de la république islamique et la « bonne réputation » des candidats. Ces critères vagues lui permettent en pratique d'exclure n'importe quel candidat de manière arbitraire,,.

## Forces en présence
| Courants              | Courants      | Partis ou alliances                                           | Partis ou alliances                                      | Tête de liste                 |
| --------------------- | ------------- | ------------------------------------------------------------- | -------------------------------------------------------- | ----------------------------- |
|                       | Conservateurs |                                                               | Conseil de l'unité des forces de la révolution islamique | Mohammad Ali Movahedi-Kermani |
| Modérés :             | Conservateurs |                                                               |                                                          |                               |
|                       | Conservateurs | Voix de la nation                                             | Ali Motahari                                             |                               |
| Ultra-conservateurs : | Conservateurs |                                                               |                                                          |                               |
|                       | Conservateurs | Conseil de la coalition des forces de la révolution islamique | Gholam Ali Haddad-Adel                                   |                               |
|                       | Conservateurs | Alliance populaire de la révolution islamique                 | Hossein Allahkaram                                       |                               |

## Campagne

### Exclusions des réformateurs
Comme lors des précédents scrutins, le Conseil des gardiens de la Constitution procède à l'invalidation massive et arbitraire des candidats réformateurs et des modérés. En 2024 cependant, l'élimination de l'opposition avant la tenue des élections atteint une ampleur telle qu'elle les réduit de fait à un duel entre conservateurs et ultraconservateurs, un phénomène également observé pour l'Assemblée des experts élue le même jour,. 
Sur les 15 200 candidats finalement en lice après élimination de près de 7 000 candidatures, seuls entre 20 et 30 font partie des réformateurs, qui se retrouvent ainsi dans l'incapacité de former seuls des listes. L'opposition réformiste se divise par ailleurs entre soutiens de cette poignée de candidats, tel l'ancien président Mohammad Khatami qui reconnait néanmoins que le pays est « très éloigné d'élections libres et compétitives », et partisans d'un appel au boycott d'élections jugées « dénuées de sens ». 
Privés de candidats — y compris de 92 députés sortants qui voient leur candidature rejetée malgré leur validation au précédent scrutin —, les modérés se retrouvent quant à eux exclus des deux tiers des circonscriptions, au point de renoncer à présenter une liste dans la capitale Téhéran, pourtant un fief électoral. 

### Divisions des conservateurs
Si une victoire des Conservateurs est par conséquent attendue, les conservateurs restent divisés, quatre listes différentes se présentant aux électeurs, après l'échec d'une tentative d'union, dont une de conservateurs modérés et deux d'ultraconservateurs, favoris du scrutin. La campagne électorale voit ainsi s'opposer des conservateurs et conservateurs modérés, partisans d'une reprise des négociations sur le dossier du nucléaire, et des ultraconservateurs hostiles au dialogue avec les pays occidentaux,. Les deux camps se rejoignent néanmoins sur la poursuite de l'implication de l'Iran dans les affaires intérieures de la Syrie, de l'Irak, du Liban et du Yémen au profits des forces chiites, via le soutien à Bachar el-Assad, à Mohammed Chia al-Soudani, au Hezbollah et aux Houthis. 
Les conservateurs modérés ne bénéficieraient pas pour autant d'un report des voix des réformateurs en leur faveur, la répression sanglante des manifestations ayant provoqué une rupture entre les partisans du système politique de la république islamique et une large partie de l'électorat, en particulier les jeunes. Figure montante parmi les conservateurs modérés, Ali Motahari, est ainsi pris à partie quelques jours avant les élections par un étudiant, qui évoque ses camarades torturés et éborgnés par les forces de l'ordre lors des manifestations avant de l'accuser d'être un « pion du pouvoir ».

### Absence des questions socio-économiques
Dénuée de débats entre des listes se présentant sans réel programme et préférant rivaliser de marques de soutien envers le régime, la campagne électorale porte très peu sur les questions économiques. L'Iran se trouve pourtant confronté à une très grave situation économique, avec un taux d'inflation annuel oscillant entre 40 et 50 % lors de chacune des trois années précédentes, un taux de chômage en hausse touchant plus de 40 % des jeunes diplômés, ainsi que des pénuries d'eau à répétition dans le contexte de la plus importante sécheresse depuis cinquante ans,,,.
Le gouvernement est également confronté à une forte hausse des taux de décrochage scolaire, de travail des enfants, de criminalité et d'émigration, marqué par le phénomène de fuite des cerveaux,. Particulièrement touché par ce dernier, le système de santé iranien est également en crise, avec une explosion des coûts ainsi que des diagnostics faisant état de la baisse de santé mentale de la population. Les cas de dépressions et de troubles anxieux se multiplient en effet dans le contexte de la violente répression gouvernementale et de l'absence de perspectives socio-économiques, au point qu'une prescription sur cinq concernait en 2023 des antidépresseurs ou des anxiolytiques,.
Le silence des formations politiques au sujet de ces problèmes lors de la campagne, cumulé à la défiance d'une grande partie de la population envers les institutions, provoque une apathie électorale généralisée. Plus de 75 pour cent des électeurs n'auraient ainsi pas l'intention de voter, et ce malgré une réforme électorale ayant facilité la participation en ôtant le caractère obligatoire de la présentation d'une carte d'électeur, désormais substituable par une autre pièce d'identité.

## Résultats
|                           |                                                               |                       |                       |                       |                       |                       |                       |              |  |
| Parti ou alliance         | Parti ou alliance                                             | Premier tour          | Premier tour          | Premier tour          | Second tour           | Second tour           | Second tour           | Total sièges |  |
| Parti ou alliance         | Parti ou alliance                                             | Voix                  | %                     | Sièges                | Voix                  | %                     | Sièges                | Total sièges |  |
|                           | Conseil de la coalition des forces de la révolution islamique |                       |                       |                       |                       |                       |                       | 107          |  |
|                           | Alliance populaire de la révolution islamique                 |                       |                       |                       |                       |                       |                       | 79           |  |
|                           | Voix de la nation                                             |                       |                       |                       |                       |                       |                       | 45           |  |
|                           | Conseil de l'unité des forces de la révolution islamique      |                       |                       |                       |                       |                       |                       | 13           |  |
|                           | Indépendants                                                  |                       |                       |                       |                       |                       |                       | 41           |  |
|                           | Minorités religieuses                                         | Minorités religieuses | Minorités religieuses | Minorités religieuses | Minorités religieuses | Minorités religieuses | Minorités religieuses | 5            |  |
|                           |                                                               |                       |                       |                       |                       |                       |                       |              |  |
| Suffrages exprimés        |                                                               |                       |                       |                       |                       |                       |                       |              |  |
| Votes blancs et invalides |                                                               |                       |                       |                       |                       |                       |                       |              |  |
| Total                     | Total                                                         | 24 861 542            | 100                   | 245                   |                       | 100                   | 45                    | 290          |  |
| Abstentions               | Abstentions                                                   | 36 310 756            | 59,36                 |                       |                       |                       |                       |              |  |
| Inscrits / participation  | Inscrits / participation                                      | 61 172 298            | 40,64                 | 61 172 298            |                       |                       |                       |              |  |

## Analyse et conséquences
Le premier tour est marqué par une forte abstention, la participation s'établissant officiellement à un peu plus de 40 %, contre 42 % en 2020 et 62 % en 2016. Il s'agit du taux le plus faible jamais enregistré dans le pays. Malgré les appels à voter du Guide suprême Ali Khamenei, qui en fait une « obligation religieuse », le gouvernement est confronté dans l'après-midi à un taux de seulement 27 % au niveau national, et même de 12 % dans la capitale Téhéran. En réaction, les bureaux de vote sont autorisés à rester ouverts bien après l'heure de fermeture, initialement prévue à 18h. Après trois extensions successives de deux heures, ceux-ci ferment finalement à minuit, officiellement en raison de leur « surpopulation »,. Bien que les chiffres concernant les votes blancs ou nuls n'aient pas été communiqués, celui-ci aurait été très élevé, étant vécu par une partie des Iraniens comme une forme de protestation envers le régime. Il représenterait dans certains bureaux le premier ou le second total de votes, devant la plupart des candidats, et est estimé à environ 20 % des voix. La chute du nombre de voix obtenu par les listes arrivées en tête par rapport aux élections précédentes révèle ainsi un nombre important de votes blancs et nuls, auquel s'ajoute une forte dispersion des voix entre les différentes listes.
Selon l'opposition en exil, la participation aurait été artificiellement gonflée par le biais de fraude électorale dont notamment l'achat de vote. Plusieurs personnes sont ainsi surprises en train de payer des électeurs entre 5 et 25 millions de rials en échange de la preuve de leur participation au scrutin, dont au Golestan où un individu est arrêté avec 2 milliards de rials (environ 40 000 euros) sur lui en liquide,.
Après dépouillement des voix dans 198 circonscriptions sur 208, un second tour — organisé le 10 mai — s'avère nécessaire dans 21 d'entre elles, réparties dans 15 des 31 provinces et totalisant 45 sièges. Est notamment concernée la circonscription regroupant Téhéran, Ray, Shemiran, Eslamchahr et Pardis, qui totalise à elle seule 30 sièges, dont seulement 14 sont pourvus au premier tour,,. La plupart des sièges restants sont remportés sans surprise par les conservateurs, qui totalisent ainsi 233 sièges sur 290 à l'Assemblée consultative islamique.